# Isabelle Huber
Isabelle Huber (* 13. April 1981) ist eine ehemalige deutsche Skirennläuferin.

## Biografie
Isabelle Huber, Polizeimeisterin bei der Bundespolizei, startete für den SC Ruhpolding. Ihre ersten internationalen Rennen bestritt sie gegen Ende des Jahres 1996 im Alter von 15 Jahren im Rahmen von Universitäts- und FIS-Rennen. Es dauerte bis Ende 1998, dass sie erstmals im Europacup eingesetzt wurde. Bei ihrem ersten Slalomrennen in Spindlermühle wurde sie 30. Im Februar 2000 nahm sie in Kanada an ihren ersten Junioren-Weltmeisterschaften teil, ohne jedoch nennenswerte Resultate zu erreichen. Diese schaffte Huber wenig später bei den Deutschen Meisterschaften in St. Moritz, wo sie sowohl in der Abfahrt als auch im Super-G Dritte wurde.
Zum Auftakt der folgenden Saison machte Huber ihre ersten Rennen im Rahmen des Weltcups. Ihre erste Abfahrt in Lake Louise beendete sie als 31. und verpasste damit um einen Rang ihren ersten Punktgewinn. Die ersten Punkte gewann sie knapp zwei Wochen später als Zehntplatzierte der Abfahrt von St. Moritz. Dasselbe Resultat erreichte sie bei einer Kombination in Flachau im Januar 2001. Bei den Junioren-Weltmeisterschaften 2001 in Verbier verpasste sie als Vierte knapp eine Medaille in der Abfahrt. Bei den Deutschen Meisterschaften 2002 in Saalbach-Hinterglemm gewann Huber erneut Bronze in der Abfahrt. In Innerkrems musste sich Huber 2003 in der Abfahrt nur Steffi Stemmer geschlagen geben. Bei den gleichzeitigen deutschen Juniorenmeisterschaften gewann sie Bronze in der Abfahrt und im Super-G. Im Februar 2003 bestritt die Deutsche in St. Moritz ihr einziges Rennen im Rahmen von Weltmeisterschaften und wurde Abfahrts-25.
Bei der Abfahrt in Haus im Ennstal erreichte Huber im Januar 2004 mit dem vierten Platz ihr bestes Weltcup-Ergebnis. Bei den Olympischen Spielen 2006 von Turin gehörte Huber zum Kader Deutschlands, wurde aber nicht eingesetzt. Zum Abschluss ihrer aktiven Karriere wurde sie bei den Deutschen Meisterschaften in Innerkrems nochmals Vizemeisterin in der Abfahrt hinter Gina Stechert und im Super-G hinter Viktoria Rebensburg sowie Junioren-Vizemeisterin im Super-G hinter Lisa-Marie Walz. Danach beendete sie aufgrund von diversen Erkrankungen und Verletzungen in den letzten Karrierejahren ihre Karriere.